# 1873 w polityce

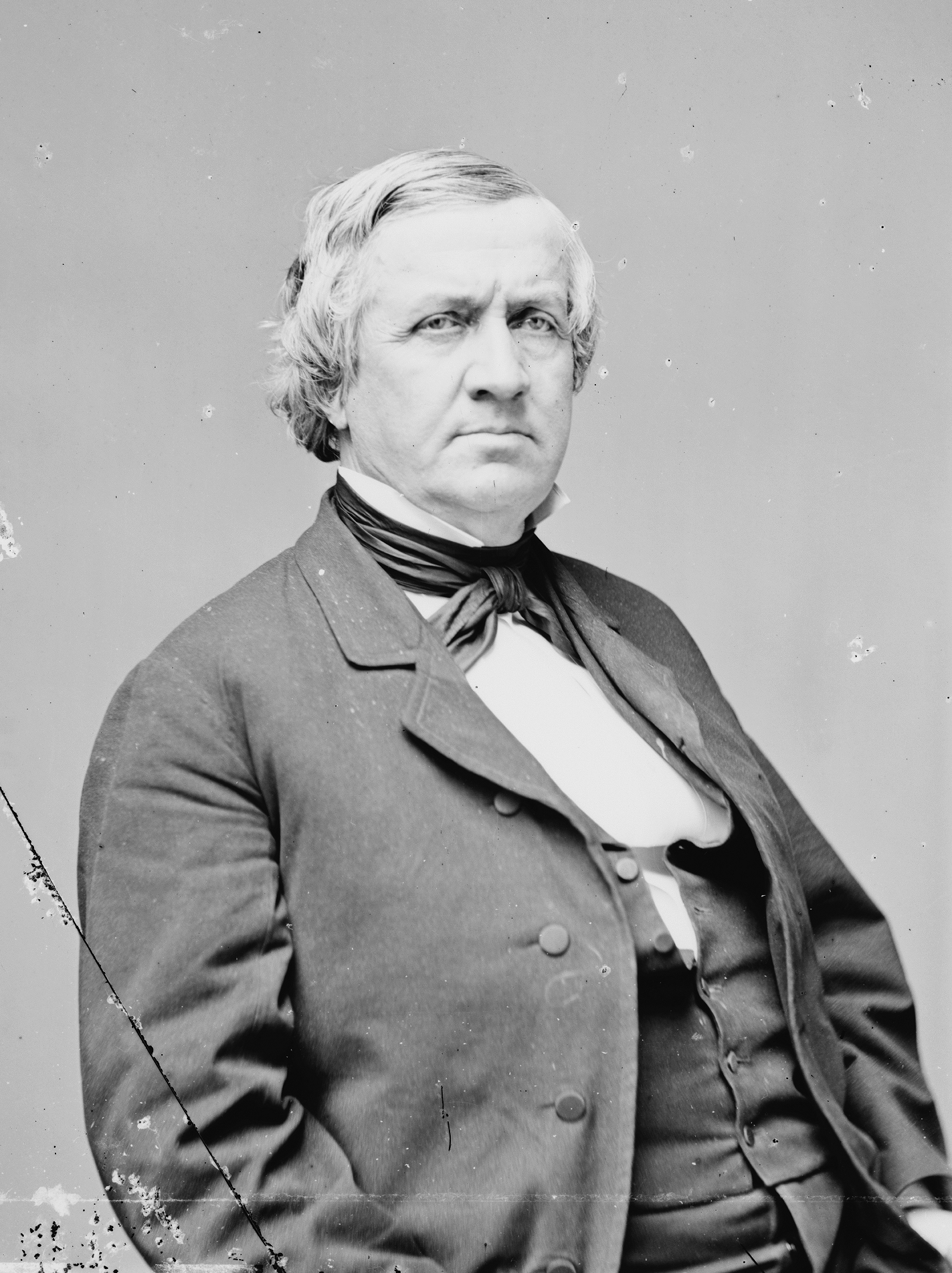
John Hale

Wydarzenia polityczne w 1873 roku.

## Urodzili się
- 19 listopada John Hale, amerykański polityk i dyplomata[1].

## Zmarli
- 7 stycznia Napoleon III, cesarz Francji[2].